# Hybosorus orientalis
Hybosorus orientalis is een keversoort uit de familie Hybosoridae. De wetenschappelijke naam van de soort is voor het eerst geldig gepubliceerd in 1845 door Westwood.